# جنيه أسترالي
كان الجنيه الإسترليني (الرمز : £ ، £A للتمييز) هو العملة المستخدمة في أستراليا منذ عام 1910 حتى 14 فبراير 1966، عندما استبدل بالدولار الأسترالي. مثل العملات الأخرى من فئة الجنيه الإسترليني والدولار الأمريكي، تقسمت إلى 20 شلنًا (يُشار إليها بالرمز s أو /– )، كل منها يتكون من 12 بنسًا (يُشار إليها بالرمز d).

## التاريخ
كان إنشاء عملة أسترالية منفصلة أمرًا متوقعًا بموجب المادة 51 (xii) من دستور أستراليا، والتي أعطت البرلمان الفيدرالي سلطة التشريع فيما يتعلق بـ "العملة، والعملات المعدنية، والعطاء القانوني".

### التأسيس

#### سك العملات
ميّز قانون سك العملة الصادر عن حكومة ديكين عام 1909 بين "العملة البريطانية" و"العملة الأسترالية"، مانحًا كليهما صفة العملة القانونية ذات القيمة المتساوية. منح القانون أمين الخزانة صلاحية إصدار عملات فضية وبرونزية ونيكل، على أن تُحدد أبعادها وحجمها وفئاتها ووزنها ونقاوتها بإعلان من الحاكم العام. صدرت أولى العملات عام 1910، وأنتجتها دار سك العملة الملكية في لندن.

#### العملة الورقية

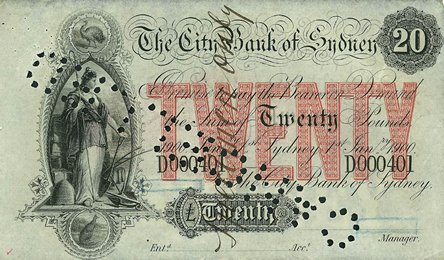
ألغى بنك مدينة سيدني في أستراليا تداول الأوراق النقدية بقيمة 20 جنيهًا إسترلينيًا

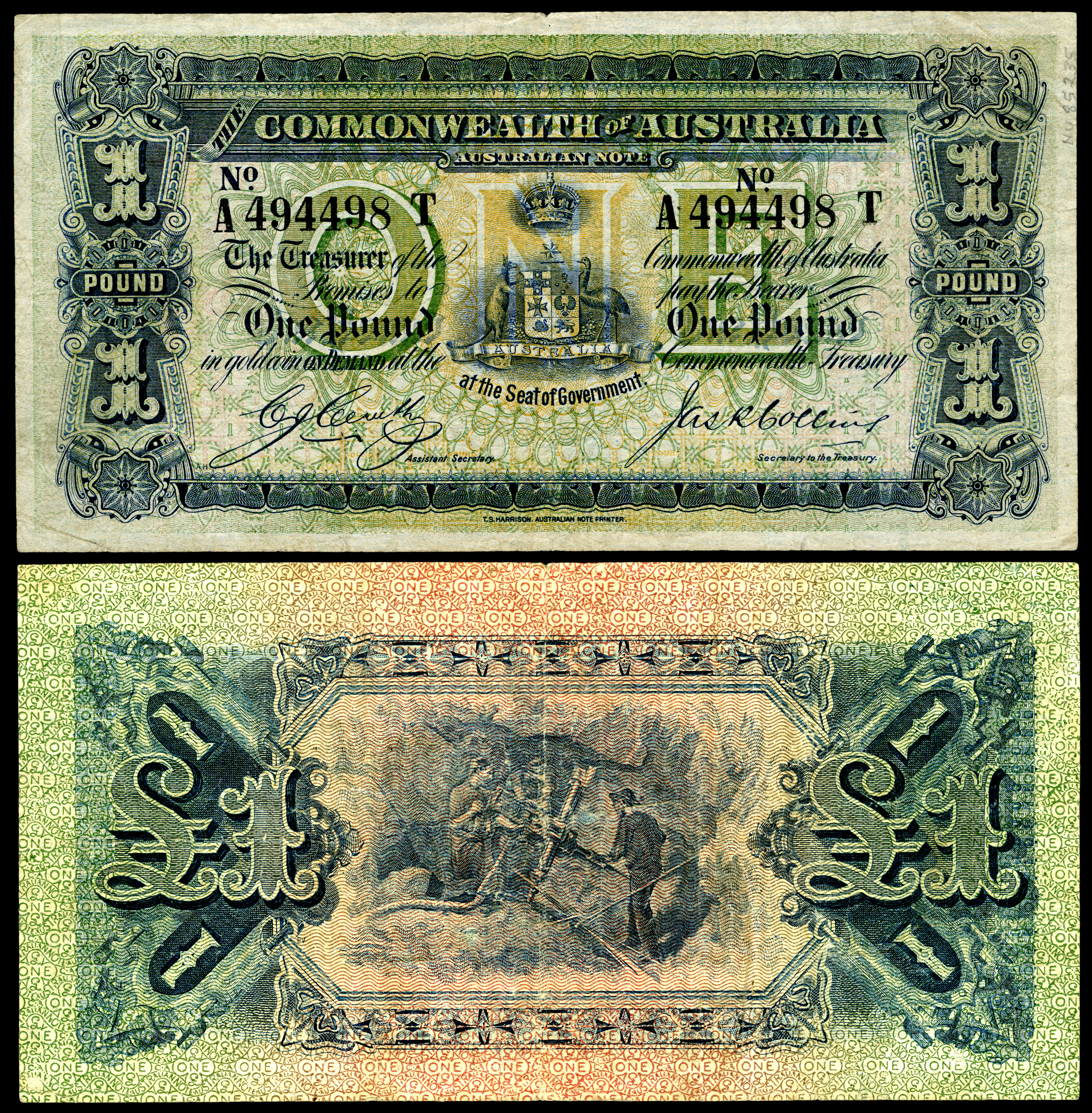
كومنولث أستراليا، 1 جنيه إسترليني (1918)

أعطى قانون الأوراق النقدية الأسترالية لحكومة فيشر لعام 1910 الحاكم العام سلطة تفويض أمين الخزانة لإصدار "أوراق نقدية أسترالية" كعملة قانونية، "تدفع بعملة ذهبية عند الطلب في خزانة الكومنولث". كما حظر تداول الأوراق النقدية الحكومية وسحب وضعها كعملة قانونية. في نفس العام، مرر قانون ضريبة الأوراق النقدية لعام 1910 الذي فرض ضريبة باهظة بنسبة 10٪ سنويًا على "جميع الأوراق النقدية الصادرة أو المعاد إصدارها من قبل أي بنك في الكومنولث بعد بدء هذا القانون، ولم تسترد"، مما أنهى فعليًا استخدام العملة الخاصة في أستراليا.
كإجراء انتقالي استمر لثلاث سنوات، قُدِّمت نماذج أوراق نقدية فارغة من 16 بنكًا إلى الحكومة عام 1911 لطباعتها كأوراق نقدية ذهبية قابلة للاسترداد، وإصدارها كأول أوراق نقدية من دول الكومنولث. طبعت الخزانة بعض هذه الأوراق النقدية، وتداولتها كأوراق نقدية أسترالية حتى أصبحت التصاميم الجديدة جاهزة لأول أوراق نقدية تصدرها الحكومة الفيدرالية الأسترالية، والتي بدأ إصدارها عام 1913.
في مايو 2015، أعلنت المكتبة الوطنية الأسترالية اكتشافها أول ورقة نقدية من فئة 1 جنيه إسترليني طبعتها الكومنولث الأسترالي، ضمن مجموعة من الأوراق النقدية النموذجية. كانت هذه الورقة النقدية غير المتداولة، والرقم التسلسلي P000001 المطبوع بحبر أحمر، أول عملة تحمل شعار النبالة الأسترالي.

### المعيار الذهبي

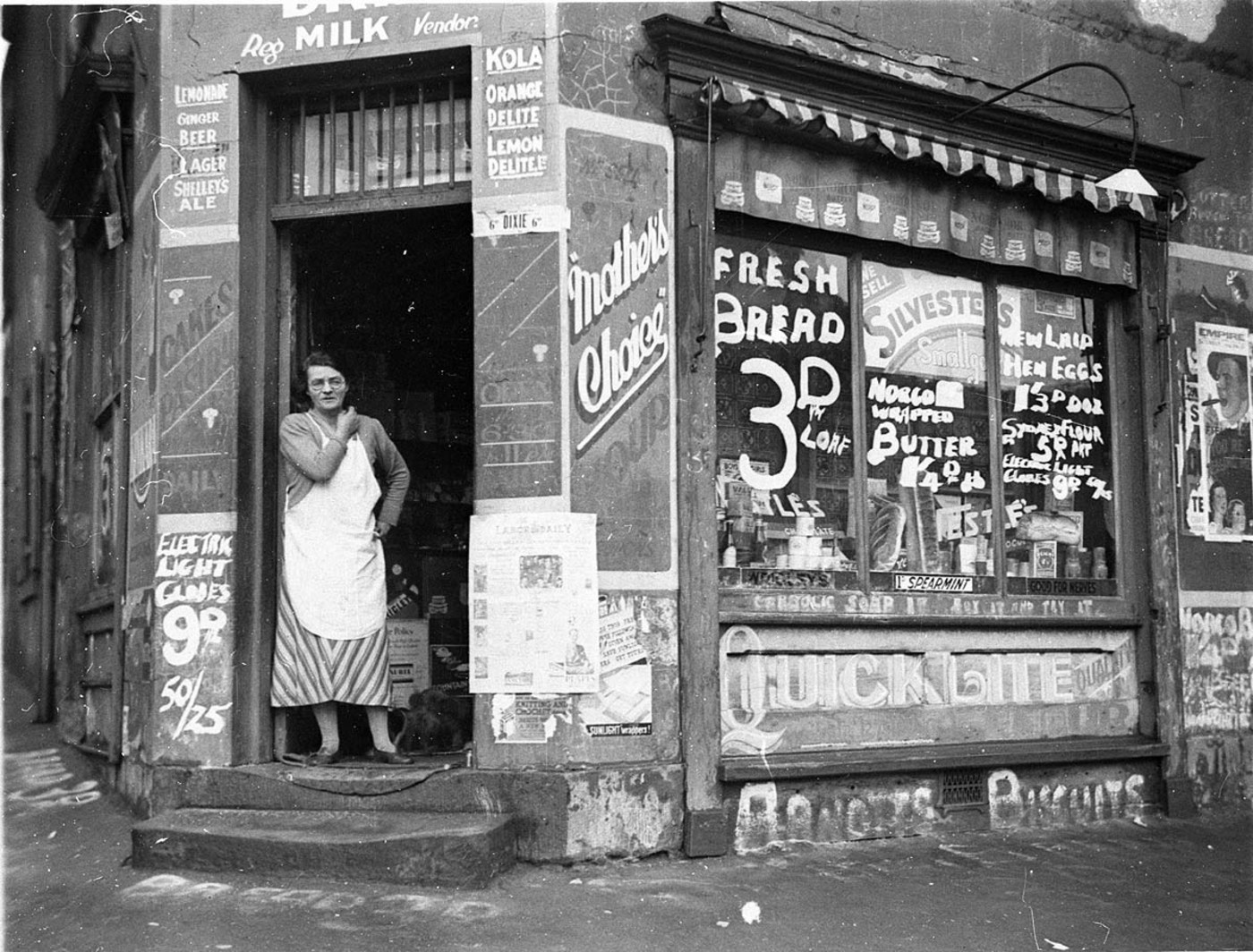
متجر بقالة على زاوية في سيدني عام 1934 مع الأسعار shillings (/-) pence (d)

كانت قيمة العملة الأسترالية ثابتة بالجنيه الإسترليني. وهكذا، ظلت أستراليا ملتزمة بمعيار الذهب طالما اتبعته بريطانيا.
في عام 1914، قامت الحكومة البريطانية بإزالة الجنيه الإسترليني من معيار الذهب. وعندما أعيدت إلى معيار الذهب في عام 1925، أدى الارتفاع المفاجئ في قيمتها (بسبب السعر الاسمي للذهب) إلى إطلاق ضغوط انكماشية ساحقة. كان للتضخم الأولي في عام 1914 والانكماش اللاحق في عام 1926 آثار اقتصادية بعيدة المدى في جميع أنحاء الإمبراطورية البريطانية وأستراليا والعالم. في عام 1929، كإجراء طارئ أثناء فترة الكساد الأعظم، تركت أستراليا معيار الذهب، مما أدى إلى انخفاض قيمة عملتها مقابل الجنيه الإسترليني. ظلت مجموعة متنوعة من ربطات العملات بالجنيه الإسترليني مطبقة حتى ديسمبر 1931، عندما خفضت الحكومة قيمة الوحدة المحلية بنسبة 20%، مما جعل الجنيه الأسترالي الواحد يساوي 16 شلنًا إسترلينيًا والجنيه الإسترليني الواحد يساوي 25 شلنًا أستراليًا.
كانت عملات الجنيه الأسترالي متداولة بحرية في نيوزيلندا، على الرغم من أنها لم تكن عملة قانونية قط. بحلول عام 1931، شكلت العملات الأسترالية ما يقارب 30% من إجمالي التداول في نيوزيلندا. أدى انخفاض قيمة سعري الصرف الأسترالي والنيوزيلندي مقابل الجنيه الإسترليني إلى صدور قانون سك العملات النيوزيلندي لعام 1933 وإصدار أول عملة من الجنيه النيوزيلندي.

### الحرب العالمية الثانية
خلال الحرب العالمية الثانية، أصدرت إمبراطورية اليابان أوراقًا نقدية بالجنيه الأسترالي لاستخدامها في دول جزر المحيط الهادئ المُعدّة للاحتلال. ولأن البر الرئيسي لأستراليا لم يُحتل قط، لم تُستخدم عملة الاحتلال هناك، ولكنها استُخدمت في الأجزاء التي استولت عليها من الأراضي الأسترالية آنذاك، بابوا وغينيا الجديدة.

### انخفاض قيمة العملة بعد الحرب
في عام 1949، عندما خفضت المملكة المتحدة قيمة الجنيه الإسترليني مقابل الدولار الأمريكي، حذا رئيس الوزراء ووزير الخزانة الأسترالي بين تشيفلي حذوها حتى لا يُبالغ في تقدير قيمة الجنيه الأسترالي في دول منطقة الجنيه الإسترليني التي كانت أستراليا تُجري معها معظم تجارتها الخارجية آنذاك. فمع ارتفاع قيمة الجنيه الإسترليني من 4.03 دولار أمريكي إلى 2.80 دولار أمريكي، ارتفع الجنيه الأسترالي من 3.224 دولار أمريكي إلى 2.24 دولار أمريكي.2.24

### العشرية
اقترح النظام العشري للعملة الأسترالية منذ عام 1902، عندما أوصت لجنة مختارة من مجلس النواب، برئاسة جورج إدواردز، بأن تعتمد أستراليا عملة عشرية مع الفلورين (شلنين) كأساس لها.
في فبراير 1959، عينت حكومة الكومنولث لجنة العملة العشرية للتحقيق في مزايا وعيوب العملة العشرية، وإذا كانت العملة العشرية هي المفضلة، فإن وحدة الحساب وفئات العملة الفرعية الأكثر ملاءمة لأستراليا، وطريقة التقديم والتكلفة المترتبة على ذلك.
قدمت اللجنة تقريرها في أغسطس 1960. وأوصت بإدخال النظام الجديد في ثاني يوم اثنين من شهر فبراير 1963. في يوليو 1961، أكدت حكومة الكومنولث دعمها لنظام العملة العشري، لكنها اعتبرت أنه من غير المرغوب فيه اتخاذ قرارات نهائية بشأن الترتيب التفصيلي اللازم لإحداث التغيير. في 7 أبريل 1963، أعلنت حكومة الكومنولث أنه سيقدم نظام العملة العشرية إلى أستراليا في أقرب تاريخ ممكن عمليًا، وأعطت فبراير 1966، تاريخًا مؤقتًا للتغيير. في 14 فبراير 1966، قدمت عملة عشرية، وهي الدولار بقيمة مائة سنت.
بموجب سعر الصرف المعمول به، حُدد الجنيه الأسترالي الواحد بما يعادل دولارين أمريكيين. وهكذا، أصبحت عشرة شلنات دولارًا أمريكيًا واحدًا، والشلن الواحد أصبح عشرة سنتات. وبما أن الشلن كان يساوي اثني عشر بنسًا، فإن قيمة السنت الجديد كانت أعلى بقليل من البنس.

## العملات المعدنية
في عام 1855، إصدرت الجنيهات الذهبية الكاملة ونصف الجنيهات (بقيمة 1 جنيه إسترليني على التوالي) و 10/– سكت العملات المعدنية (الجنيه الإسترليني) لأول مرة بواسطة دار سك العملة في سيدني. كانت هذه العملات المعدنية هي الفئات غير الإمبراطورية الوحيدة التي أصدرتها أي من دور سك العملة الأسترالية حتى بعد الاتحاد (بدأت دار سك العملة في سيدني في سك الجنيهات الذهبية الإمبراطورية ونصف الجنيهات بدءًا من عام 1871، وبدأت دار سك العملة في ملبورن في سك العملات في عام 1872).
في عام 1910، سكت عملات فضية إسترلينية عيار 925 في فئات 3 بنسات، و6 بنسات، و1/– و2/– (المعروفة باسم تري، وزاك، ودينا، وفلورين على التوالي). من الغريب أنه لم يصدر نصف التاج (بقيمة 2/6) على الإطلاق. وفي عام 1911، صدرت عملات برونزية من فئة ½ بنس و1 بنس. توقف إنتاج نصف السيادات في عام 1916، وتلاه إنتاج السيادات في عام 1931. في عام 1937، إصدر تاج (قطعة 5/–، والمعروفة باسم الدولار) لإحياء ذكرى تتويج الملك جورج السادس. لقد ثبت أن هذه العملة غير شعبية في التداول وتوقف استخدامها بعد فترة وجيزة من إعادة إصدارها في عام 1938.
في عام 1946، خُفِّضَت نقاوة العملات الفضية الأسترالية من فئة الستة بنسات والشلنات والفلورينات إلى 0.500، بعد ربع قرن من تطبيق نفس التغيير في بريطانيا. في نيوزيلندا والمملكة المتحدة، سرعان ما استُبعدت الفضة تمامًا من العملات المتداولة، بينما استمر سك العملات الفضية الأسترالية من فئة 0.500 حتى بعد اعتماد النظام العشري.

## الأوراق النقدية
توجد أمثلة على العملات الورقية الصادرة عن القطاع الخاص في نيو ساوث ويلز، والمقومة بالجنيه الإسترليني، منذ عام 1814 (وربما يعود تاريخها إلى تسعينيات القرن الثامن عشر). كانت هذه الأوراق النقدية الصادرة عن البنوك الخاصة والتجار مقومة بالجنيه الإسترليني (وفي بعض الحالات بالدولار الإسباني)، وقد استُخدمت في سيدني وهوبارت حتى عام 1829. إصدرت الأوراق النقدية الخاصة بين عامي 1817 و1910 في فئات تتراوح من 1 جنيه إسترليني إلى 100 جنيه إسترليني. في عام 1910، استخدمت الأوراق النقدية ذات النقش العلوي كعملة ورقية وطنية أولى للكومنولث حتى بدأت وزارة الخزانة في إصدار الأوراق النقدية للكومنولث في عام 1913. أعطى قانون بنك الكومنولث لعام 1920 سلطة إصدار الأوراق النقدية لبنك الكومنولث.

## ملحوظات
1. ↑  The pound (in banknote form) was first issued in Australia in 1910 by a limited number of Australian chartered banks. The first year of issue for the Commonwealth of Australia Treasury Note pound was 1913. The pictured note is from the 1913 second issue (printed in 1918).[5]

## روابط خارجية
- عملات كروزي. نسخة محفوظة 22 April 2021 على موقع واي باك مشين.
- عملة الكومنولث قبل النظام العشري (مؤرشفة)
- العملات الأسترالية ما قبل العشرية (مؤرشفة)
- عملات معدنية من أستراليا – نادي العملات المعدنية عبر الإنترنت

قالب:N-start
قالب:N-before
قالب:N-currency
قالب:N-after
|}